# Matthias Reich

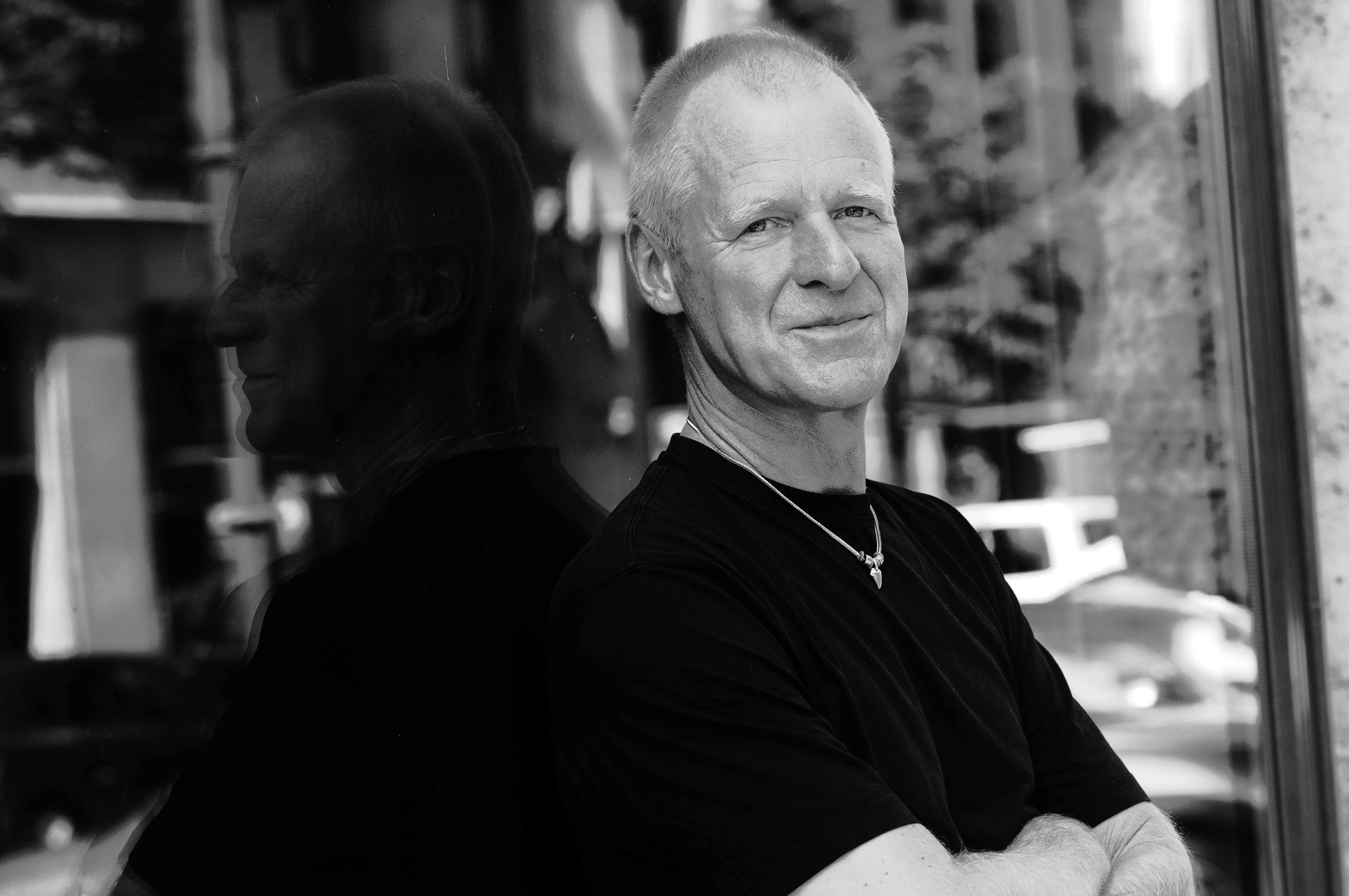
Matthias Reich (2017)

Matthias Reich (* 3. April 1959 in Osterode am Harz) ist ein deutscher Erdölingenieur und Hochschullehrer. Er ist Professor für Tiefbohrtechnik, Spezialtiefbauausrüstungen und Bergbaumaschinen an der TU Bergakademie Freiberg.

## Leben
Matthias Reich wuchs in Bad Grund und Windhausen auf und legte 1978 am Gymnasium Osterode am Harz das Abitur ab. Nach seiner Wehrdienstzeit als Kraftfahrer begann er 1979 an der Technischen Universität Clausthal ein Verfahrenstechnik-Studium, das er 1986 mit Auszeichnung abschloss. Seine berufliche Laufbahn begann er im selben Jahr bei der Firma Sulzer Escher Wyss (heute Voith) als Entwicklungsingenieur für Papiermaschinen in Ravensburg am Bodensee.
Im Jahr 1990 wechselte er in die Öl- und Gasindustrie, zog mit seiner Familie nach Celle und trat eine Stelle als „Product Engineer“ bei der Firma Eastman Christensen (heute Baker Hughes) mit Hauptsitz in Texas an. In den folgenden 16 Jahren befasste er sich weltweit  mit der Entwicklung, Optimierung und Vermarktung neuartiger Bohrsysteme, zunächst als Manager der Feldtest-Abteilung, später als Product Line Manager für automatische Bohrsysteme. Neben seinem Beruf promovierte er an der TU Bergakademie Freiberg, von der er im Jahr 2004 den Grad eines Doktors für Tiefbohrtechnik verliehen bekam. Im Jahr 2006 nahm er den Ruf der TU Bergakademie Freiberg an und ist seitdem Professor für Tiefbohrtechnik, Tiefbauspezialausrüstungen und Bergbaumaschinen. Seit 2007 war er außerdem Direktor des Instituts für Bohrtechnik und Fluidbergbau sowie Studiendekan, Prodekan und Dekan der Fakultät für Geowissenschaften, Geotechnik und Bergbau.
Im Jahr 2009 erschien Reichs Buch „Auf Jagd im Untergrund“. Es gilt als einziges deutschsprachiges Buch, das die moderne Tiefbohrtechnik für technisch interessierte Laien verständlich erklärt. Im Jahr 2015 erschien „Schätze aus dem Untergrund“, das Reich zusammen mit seinem Kollegen Mohammed Amro verfasste. Es erklärt das komplexe Fachgebiet der Fördertechnik von Öl und Gas in leicht verständlicher Sprache. Nach der Ölkatastrophe im Golf von Mexiko im Jahr 2010 wurde Reich von den Medien als Bohrtechnik-Experte entdeckt. Seitdem erläutert er in zahlreichen Hörfunk- und Fernsehbeiträgen Geschehnisse und Entwicklungen der Tiefbohrtechnik. Seit 2019 präsentiert Reich auf seinem Youtube-Kanal „Spaß mit Tiefbohrtechnik“ ausgewählte Themen der Tiefbohrtechnik in allgemeinverständlicher Form. Im Jahr 2025 erschien im Springer Verlag sein Lehrbuch Tiefbohrtechnik, das die moderne Tiefbohrtechnik nach Kohlenwasserstoffen und Erdwärme beschreibt.
Reich wohnt in Freiberg, ist verheiratet und hat zwei Kinder. In seiner Freizeit betätigt er sich als Rockmusiker. Im Dezember 2021 veröffentlichte er mit verschiedenen Freiberger Musikern wie Kristian Schulze und Andreas Hiekel von der ortsansässigen Rockband Stojanov & The Syndicate das Lied Weihnachten in der Silberstadt.
Seit August 2024 ist Reich Stadtrat der Berg- und Universitätsstadt Freiberg (Fraktion Freie Wähler Mittelsachsen e. V.).

## Werke
- Untersuchung komplexer Bohrgarnituren mit integriertem, schaltbarem Erweiterungswerkzeug. Freiberg 2003 (Dissertation).
- Auf Jagd im Untergrund – mit Hightech auf der Suche nach Öl, Gas und Erdwärme. 1. Auflage, add-books, Bad Salzdetfurth 2009, ISBN 978-3-00-028049-8.
- Auf Jagd im Untergrund – mit Hightech auf der Suche nach Öl, Gas und Erdwärme. 2. Auflage, Springer, Berlin Heidelberg, 2015, ISBN 978-3-662-46281-2.
- Hunting Underground – A high-tech search for oil, gas and geothermal energy. add-books, Bad Salzdetfurth 2012, ISBN 978-3-00-032008-8.
- Schätze aus dem Untergrund – wie Hightech das Gas- und Ölzeitalter verlängert. add-books, Hildesheim 2015, ISBN 978-3-00-047241-1.
- Upps, meine Schatztruhe tropft!. DVV Media Group GmbH, Hamburg 2022, ISBN 978-3-96892-160-0.
- Tiefbohrtechnik: Eine Einführung in die Erschließung von Kohlenwasserstoff- und Erdwärme-Lagerstätten. Springer Spektrum, Berlin 2025, ISBN 978-3-662-70634-3.